# Красники, Дион
Дион Красники (швед. Dion Krasniqi; род. 24 августа 2003, Эслёв, Мальмёхус) — шведский и косовский футболист, нападающий клуба «Варберг».

## Клубная карьера
Является воспитанником клуба «Эслёв» (швед. Eslövs BK), откуда в 2019 году перешёл в «Лунд». На протяжении сезона выступал за молодёжные команды клуба. 2 ноября 2019 года впервые попал в официальную заявку основной команды на матч первого дивизиона с «Отвидаберг». На 89-й минуте встречи он появился на поле и в компенсированное ко второму тайму время забил гол, принёсший его команде ничью.
7 июля 2022 года перешёл в «Варберг», заключив с клубом контракт, рассчитанный на четыре с половиной года. 18 июля дебютировал за команду в чемпионате Швеции в игре с «Хельсингборгом», заменив в конце встречи Андре Бумана.

## Клубная статистика
| Выступление      | Выступление      | Выступление      | Лига | Лига | Кубки | Кубки | Конт. кубки | Конт. кубки | Итого | Итого |
| Клуб             | Лига             | Сезон            | Игры | Голы | Игры  | Голы  | Игры        | Голы        | Игры  | Голы  |
| ---------------- | ---------------- | ---------------- | ---- | ---- | ----- | ----- | ----------- | ----------- | ----- | ----- |
| Лунд             | Дивизион 1       | 2019             | 1    | 1    | 0     | 0     | 0           | 0           | 1     | 1     |
| Лунд             | Дивизион 1       | 2020             | 0    | 0    | 0     | 0     | 0           | 0           | 0     | 0     |
| Лунд             | Дивизион 1       | 2021             | 10   | 2    | 1     | 0     | 0           | 0           | 11    | 2     |
| Лунд             | Дивизион 1       | 2020             | 14   | 3    | 1     | 0     | 0           | 0           | 15    | 3     |
| Лунд             | Итого            | Итого            | 25   | 6    | 2     | 0     | 0           | 0           | 27    | 6     |
| Варберг          | Алльсвенскан     | 2022             | 1    | 0    | 0     | 0     | 0           | 0           | 1     | 0     |
| Варберг          | Итого            | Итого            | 1    | 0    | 0     | 0     | 0           | 0           | 1     | 0     |
| Всего за карьеру | Всего за карьеру | Всего за карьеру | 26   | 6    | 2     | 0     | 0           | 0           | 28    | 6     |